# Zanthoxylum martinicense
Zanthoxylum martinicense là một loài thực vật có hoa trong họ Cửu lý hương. Loài này được (Lam.) DC. miêu tả khoa học đầu tiên năm 1824.